# Ласк, Дон
Дональд Росс Ласк (англ. Donald Ross Lusk) (28 октября 1913 – 30 декабря 2018) — американский аниматор, режиссёр, режиссёр анимации и аниматор персонажей, работавший в самых крупных анимационных студиях Соединённых Штатов: Walt Disney Animation Studios, Walter Lantz Productions, Hanna-Barbera и DePatie–Freleng Enterprises.
Ласк известен тем, что работал над тринадцатью из первых семнадцати полнометражных мультфильмов Disney: «Пиноккио», «Фантазия», «Бэмби», «Песня Юга», «Время мелодий», «Так дорого моему сердцу», «Приключения Икабода и мистера Тоада», «Золушка», «Алиса в Стране чудес», «Питер Пэн», «Леди и Бродяга», «Спящая красавица» и «101 далматинец», и считается последним живущим аниматором золотого века анимации Disney.

## Биография
Дональд Росс Ласк родился 28 октября 1913 года в Бербанке, городе Лос-Анджелеса, штата Калифорния, в семье Персеваля Нокса Ласка (англ. Perceval Knox Lusk) и Луизы Опи Росс Пэрриш (англ. Louise Opie Ross Parrish), которые поженились в Калифорнии, в 1908 году.
Дону Ласку было всего 20 лет, когда он присоединился к Walt Disney Company в 1933 году, во времена Великой депрессии, когда её анимационная студия процветала, благодаря короткометражным мультфильмам о Микки Маусе. Он работал над этими мультфильмами в течение первых нескольких лет своей работы там, а затем участвовал во втором и третьем полнометражном мультфильме Disney «Пиноккио» и «Фантазия», оба 1940 года. Для последнего, Ласк работал над сегментами «Nutcracker Suite» и «Pastoral Symphony».
Из 17 первых полнометражных мультфильмов Disney, между «Белоснежкой и семью гномами» 1937 года и «101 далматинцем» 1961 года, Дон Ласк работал аниматором в 13 из них. Он анимировал домашних питомцев Джеппетто: золотую рыбку Клио и кота Фигаро для «Пиноккио», Арабский танец рыб в сегменте «Nutcracker Suite» для «Фантазии», собачью погоню для «Бэмби» 1942 года, мышей для «Золушки» 1950 года, Алису для «Алисы в Стране чудес» 1951 года, фей Флору и Меривезу для «Спящей красавицы» 1959 года, Венди Дарлинг для «Питера Пэна» 1953 года и няню для «101 далматинца».
Остальные полнометражные мультфильмы Disney, над которыми работал Дон Ласк, включают «Песню Юга» 1946 года, «Время мелодий» 1948 года, «Так дорого моему сердцу» также 1948 года, «Приключения Икабода и мистера Тоада» 1949 года и «Леди и Бродягу» 1955 года.
В 1941 году, Дон Ласк был одним из 334 сотрудников, которые вышли на забастовку, из-за условий труда в студии, требуя повышения зарплаты с 87,50 долларов в неделю. Ласк пошёл работать в винный магазин, пока через пять недель забастовка не закончилась. Он был одним из немногих забастовщиков, которые впоследствии сделали долгую карьеру в студии Disney, хотя он сказал, что его возможности продвижения в компании, были ограничены из-за его участия в забастовке.
Вскоре после его возвращения в студию после забастовки, Дона Ласка призвали служить морским пехотинцем во время Второй мировой войны. Его направили в подразделение по созданию учебных фильмов в город Куантико, штат Виргиния, где он провёл несколько лет, работая вместе с другими зачисленными художниками-аниматорами, включая Карла Фолберга, Тома Кодрика и Пита Альварадо. Ласк снова вернулся в Disney, после окончания войны. По возвращении он обнаружил, что его зарплата увеличилась до 125 долларов в неделю.
Покинув Disney в 1960 году, Дон Ласк работал в других анимационных студиях: UPA, Walter Lantz Productions, DePatie–Freleng Enterprises и Bill Melendez Productions; в последней из них, он анимировал как минимум десять телеспецвыпусков и полнометражных мультфильмов, основанных на комиксах «Peanuts». Но большую часть своей пост-диснеевской карьеры, Ласк провёл в студии Hanna-Barbera, где, по его словам, к нему относились лучше всего, и чьё руководство он уважал больше всего.
В Hanna-Barbera, Дон Ласк снял 136 эпизодов мультсериала 1981 года «Смурфики», и эпизоды десятков других мультсериалов, включая «Войну гоботов» 1984 года, «13 призраков Скуби-Ду» 1985 года, «Щенка по кличке Скуби-Ду» 1988 года, «Тома и Джерри. Детские годы» 1990 года, «Пиратов тёмной воды» 1991 года и «Семейку Аддамс» 1992 года. В 1993 году, Ласк ушёл из анимационной индустрии, в возрасте 80 лет.
В 2015 году, Дон Ласк получил премию Уинзора Маккея от организации ASIFA-Hollywood, за свой пожизненный вклад в анимацию.

## Личная жизнь и смерть
Дон Ласк был женат на Марджори Гаммерсон (англ. Marjorie Gummerson), которая работала секретарём в отделе кадров штаб-квартиры Walt Disney Studios, а затем отвечала за переезд студии в Бербанк.
Ласк умер 30 декабря 2018 года в городе Сан-Клементе, штат Калифорния, в возрасте 105 лет, у него остались сын Скип и дочь Мэрилин; внуки Джейсон и Эрика; и правнуки Кайлер, Каталина, Коннер и Кайла.

## Избранная фильмография

### Кино
| Год  | Фильм/Мультфильм                                                        | Фильм/Мультфильм                                                              | Работа(ы)                                                            |
| Год  | Русское название                                                        | Оригинальное название                                                         | Работа(ы)                                                            |
| ---- | ----------------------------------------------------------------------- | ----------------------------------------------------------------------------- | -------------------------------------------------------------------- |
| 1940 | Пиноккио                                                                | Pinocchio                                                                     | Аниматор                                                             |
| 1940 | Фантазия                                                                | Fantasia                                                                      | Аниматор – Сегменты «The Nutcracker Suite» и «The Pastoral Symphony» |
| 1942 | Бэмби                                                                   | Bambi                                                                         | Аниматор                                                             |
| 1946 | Песня Юга                                                               | Song of the South                                                             | Аниматор                                                             |
| 1948 | Время мелодий                                                           | Melody Time                                                                   | Аниматор персонажей                                                  |
| 1948 | Так дорого моему сердцу                                                 | So Dear to My Heart                                                           | Аниматор                                                             |
| 1949 | Приключения Икабода и мистера Тоада                                     | The Adventures of Ichabod and Mr. Toad                                        | Аниматор персонажей                                                  |
| 1950 | Золушка                                                                 | Cinderella                                                                    | Аниматор персонажей                                                  |
| 1951 | Алиса в Стране чудес                                                    | Alice in Wonderland                                                           | Аниматор персонажей                                                  |
| 1953 | Питер Пэн                                                               | Peter Pan                                                                     | Аниматор персонажей                                                  |
| 1955 | Леди и Бродяга                                                          | Lady and the Tramp                                                            | Аниматор персонажей                                                  |
| 1959 | Спящая красавица                                                        | Sleeping Beauty                                                               | Аниматор персонажей                                                  |
| 1961 | 101 далматинец                                                          | One Hundred and One Dalmatians                                                | Аниматор персонажей                                                  |
| 1962 | Мурлыка                                                                 | Gay Purr-ee                                                                   | Аниматор                                                             |
| 1964 | Привет, я — медведь Йоги                                                | Hey There, It's Yogi Bear!                                                    | Аниматор                                                             |
| 1965 | Человек из Баттон Уиллоу                                                | The Man from Button Willow                                                    | Аниматор                                                             |
| 1966 | Алиса в Стране чудес, или Что такой милый ребенок делает в таком месте? | Alice in Wonderland or What's a Nice Kid like You Doing in a Place like This? | Аниматор                                                             |
| 1966 | Человек, которого зовут Флинтстоун                                      | The Man Called Flintstone                                                     | Аниматор                                                             |
| 1969 | Мальчик по имени Чарли Браун                                            | A Boy Named Charlie Brown                                                     | Аниматор                                                             |
| 1974 | Светлой Пасхи, Чарли Браун!                                             | It's the Easter Beagle, Charlie Brown!                                        | Аниматор                                                             |
| 1975 | С Днем святого Валентина, Чарли Браун                                   | Be My Valentine, Charlie Brown                                                | Аниматор                                                             |
| 1975 | Молодчина, Чарли Браун                                                  | You're a Good Sport, Charlie Brown                                            | Аниматор                                                             |
| 1977 | Спасай свою жизнь, Чарли Браун                                          | Race for Your Life, Charlie Brown                                             | Аниматор                                                             |
| 1977 | Это твой первый поцелуй, Чарли Браун                                    | It's Your First Kiss, Charlie Brown                                           | Аниматор                                                             |
| 1977 | Рождество Флинстоунов                                                   | A Flintstone Christmas                                                        | Аниматор                                                             |
| 1978 | Какой кошмар, Чарли Браун!                                              | What a Nightmare, Charlie Brown!                                              | Аниматор                                                             |
| 1986 | Гоботы                                                                  | GoBots: Battle of the Rock Lords                                              | Режиссёр                                                             |
| 1987 | Рождество                                                               | The Nativity                                                                  | Режиссёр                                                             |
| 1987 | Джетсоны встречают Флинтстоунов                                         | The Jetsons Meet the Flintstones                                              | Режиссёр                                                             |
| 1989 | Пасхальная история                                                      | The Easter Story                                                              | Режиссёр                                                             |
| 1990 | Гадкий утёнок                                                           | The Ugly Duckling                                                             | Режиссёр                                                             |
| 1992 | Царица Эсфирь                                                           | Queen Esther                                                                  | Режиссёр                                                             |
| 1992 | Монстры в моем кармане: Большой крик                                    | Monster in My Pocket: The Big Scream                                          | Режиссёр                                                             |
| 1993 | Золотое приключение Джонни Квеста                                       | Jonny's Golden Quest                                                          | Режиссёр                                                             |

### Телевидение
| Год(ы)    | Телесериал/Мультсериал                       | Телесериал/Мультсериал                            | Работа(ы)                    | Заметки                  |
| Год(ы)    | Русское название                             | Оригинальное название                             | Работа(ы)                    | Заметки                  |
| --------- | -------------------------------------------- | ------------------------------------------------- | ---------------------------- | ------------------------ |
| 1954–1960 | Диснейленд                                   | Disneyland                                        | Аниматор персонажей Аниматор | 1 эпизод 6 эпизодов      |
| 1962–1985 | Джетсоны                                     | The Jetsons                                       | Аниматор Режиссёр анимации   | 3 эпизода 41 эпизод      |
| 1965–1966 | Шоу тайного агента Сквиррела                 | The Secret Squirrel Show                          | Аниматор                     | 26 эпизодов              |
| 1968      | Новые приключения Гекльберри Финна           | The New Adventures of Huckleberry Finn            | Аниматор                     | 4 эпизода                |
| 1974–1975 | Эти деньки                                   | These Are the Days                                | Аниматор                     | 16 эпизодов              |
| 1983      | Новое шоу Скуби и Скрэппи Ду                 | The New Scooby and Scrappy-Doo Show               | Помощник режиссёра           | 13 эпизодов              |
| 1983      | Дьюки                                        | The Dukes                                         | Помощник режиссёра           | 7 эпизодов               |
| 1983      | Пэк-Мен                                      | Pac-Man                                           | Помощник режиссёра           | 8 эпизодов               |
| 1983–1989 | Смурфики                                     | The Smurfs                                        | Помощник режиссёра Режиссёр  | 58 эпизодов 136 эпизодов |
| 1984–1985 | Война гоботов                                | Challenge of the GoBots                           | Помощник режиссёра Режиссёр  | 5 эпизодов 60 эпизодов   |
| 1984–1989 | Снорки                                       | Snorks                                            | Помощник режиссёра Режиссёр  | 1 эпизод 49 эпизодов     |
| 1985      | 13 призраков Скуби-Ду                        | The 13 Ghosts of Scooby-Doo                       | Режиссёр                     | 13 эпизодов              |
| 1986–1987 | Дети Флинстоунов                             | The Flintstone Kids                               | Режиссёр                     | 34 эпизода               |
| 1986–1987 | Щенячьи истории                              | Pound Puppies                                     | Режиссёр                     | 26 эпизодов              |
| 1986–1987 | Джонни Квест                                 | The New Adventures of Jonny Quest                 | Режиссёр                     | 13 эпизодов              |
| 1987      | Охота за сокровищами Йоги                    | Yogi's Treasure Hunt                              | Режиссёр                     | 1 эпизод                 |
| 1988      | Полностью психические злоключения Эда Гримли | The Completely Mental Misadventures of Ed Grimley | Режиссёр                     | 13 эпизодов              |
| 1988–1991 | Щенок по кличке Скуби-Ду                     | A Pup Named Scooby-Doo                            | Режиссёр                     | 27 эпизодов              |
| 1988      | Новые приключения медведя Йоги               | The New Yogi Bear Show                            | Режиссёр                     | 45 эпизодов              |
| 1990      | Потсворт и Ко                                | Potsworth & Co.                                   | Режиссёр                     | 13 эпизодов              |
| 1990–1993 | Том и Джерри. Детские годы                   | Tom & Jerry Kids                                  | Режиссёр                     | 65 эпизодов              |
| 1990      | Невероятные приключения Билла и Тэда         | Bill & Ted's Excellent Adventures                 | Режиссёр                     | 13 эпизодов              |
| 1990–1991 | Приключения Дона Койота и Санчо Панды        | The Adventures of Don Coyote and Sancho Panda     | Режиссёр                     | 26 эпизодов              |
| 1991–1993 | Пираты тёмной воды                           | The Pirates of Dark Water                         | Режиссёр                     | 21 эпизод                |
| 1992      | Семейка Аддамс                               | The Addams Family                                 | Режиссёр                     | 13 эпизодов              |
| 1993      | Детектив Друпи                               | Droopy, Master Detective                          | Режиссёр анимации            | 13 эпизодов              |
| 1993–1994 | Команда спасателей Капитана Планеты          | Captain Planet and the Planeteers                 | Режиссёр анимации            | 17 эпизодов              |

## Заметки
1. 1 2 3 4 5 6  Анимационно-игровой фильм
2. ↑  В этом столбце указаны годы выхода первого и последнего эпизода телесериала/мультсериала, над которым работал Дон Ласк
3. ↑  В эпизоде «This Is Your Life Donald Duck», Ласк не был указан в титрах)